# 泉杏香
泉 杏香（いずみ きょうか）は、日本のシンガーソングライター・女優である。岡山県倉敷市出身、明治大学政治経済学部政治学科卒業。名前の由来は文学作家の泉鏡花。文学的な歌詞と妖艶な独特の世界観を持つアーティストである。母もアーティスト活動をしている。趣味はねこじゃらし。温泉旅行。
当初は大手芸能プロダクションで女優をしていたが、ソニー・ミュージック主催のオーディションをきっかけに音楽に転向した。

## リリース
- Wish － 2005年11月15日発売のオムニバスCDである。音楽プロデューサー立石賢司とユニバーサルミュージックの近藤薫のダブルプロデュース（発売元：SHEER RECORDS）
- Startin’Over － 2006年4月15日コンピレーションアルバム（発売元：グリグラ）
- なれの果て － 2009年5月25日、iTunesでの楽曲配信を開始。（アルバム）

## その他
- レコ発ライブでは過去最高の255人の総動員数を記録した。